# خودکشی‌شناسی
خودکشی‌شناسی (suicidology) به بررسی دقیق و همه‌جانبه پدیده خودکشی و هرآنچه که بدان مربوط می‌شود، می‌پردازد و هدف اصلی آن تبیین، پیش‌بینی و توصیف رفتار افرادی که قصد خودکشی دارند به جهت پیشگیری از خودکشی می‌باشد. از مهم‌ترین رشته‌های علمی دخیل در این دانش می‌توان به روانشناسی و جامعه‌شناسی اشاره نمود. سالیانه نزدیک به یک میلیون تن در جهان از طریق خودکشی جان می‌سپارند و به‌طور مثال در هر ۴۰ ثانیه یک نفر اقدام به  خودکشی می‌کند و آمار خودکشی در هر ۱۰۰٬۰۰۰ نفر برابر است با ۱۶ نفر. نکته مهم آن است که خودکشی تا حد زیادی قابل پیشگیری است و می‌شود از طریق آگاهی دادن  و تابو شکنی آمار آن را تا حد زیادی کاهش داد.

## بخش‌ها
مسائل و موضوعاتی که یک فرد خودکش در یادداشت خودکشی بیان می‌کند، می‌تواند از این قرار باشد:
| مشخصه‌های یک یادداشت خودکشی        |
| --------------------------------- |
| نوعی نیاز به کنترل و رهبری دیگران |
| درخواست بخشایش                    |
| برائت از گناه                     |
| دودلی و تردید                     |
| نومیدی بسیار زیاد                 |
| افسوس و پشیمانی                   |
| حس نجات یافتن یا نجات دادن کسی    |
| بشردوستی                          |
| فقدان لذت                         |
| نقد خویشتن                        |

## باورهای نادرست
در اینجا فهرستی از باورهای نادرست در رابطه با خودکشی و واقعیات مربوط به آن آورده شده‌است.
| باورهای نادرست | واقعیت‌ها |
| --- | --- |
| اشخاصی که خودکشی می‌کنند همیشه یک یادداشت خودکشی از خود باقی می‌گذارند.                                                                    | واقعیت این است که بیشتر خودکش‌ها هیچ یادداشت یا توضیحی در رابطه با اینکه چرا مایل بوده‌اند به زندگی خود پایان دهند، از خود به جا نمی‌گذارند. |
| کسانی که خودکشی می‌کنند، پیش از خودکشی هیچ هشداری به دیگران در این رابطه نمی‌دهند.                                                         | از هر ۱۰ خودکش، ۸ تن به نوعی به دیگران می‌فهمانند که قصد انجام خودکشی را دارند. اما ممکن است سرنخ‌هایی که آن‌ها به دیگران می‌دهند غیر شفاف باشد و دیگران به راحتی نتوانند متوجه هشدار آنان شوند.                                                                                             |
| اگر فردی در رابطه با کشتن خود صحبت کند، قصدش تنها جلب توجه است.                                                                          | تعداد خودکش‌هایی که مایل نباشند در رابطه با احساسشان نسبت به خودکشی با دیگران حرف بزنند، بسیار اندک است و همان‌طور که گفته شد، سرنخ‌های متعددی به دیگران می‌دهند تا بلکه به دادشان برسند. نزدیکه به ۷۰٪ اشخاصی که تهدید به خودکشی می‌کنند، به تهدید خود جامه عمل می‌پوشانند.                   |
| اگر کسی تصمیم قطعی به خودکشی گرفته باشد، هیچ چیز نمی‌تواند مانع وی شود.                                                                   | بیشتر اوقات افرادی که قصد خودکشی دارند، دودل هستند که آیا این کار را بکنند یا نه. کسی که خود را می‌کشد مایل به مردن نیست و تنها می‌خواهد درد و رنجش تمام شود. از همین روی اگر روش دیگری به غیر از مرگ وجود داشته باشد تا وی به این هدف دست یابد، ممکن است دیگر هیچگاه به فکر خودکشی نیفتد. |
| اگر فرد از نظر روانی و احساسی درمان شود، خطر خودکشی کم شده یا از بین می‌رود.                                                              | بالاترین نرخ خودکشی در ۳ ماهه پس از به اصطلاح "درمان" فرد گزارش شده‌است. نیرو و توان فردی که تحت مراقبت‌های روانی دارد دوره درمان خود را سپری می‌کند، از اهمیت ویژه‌ای برخوردار است. از همین روی اگر فرد در دوره درمان با یک بن‌بست روبرو شود، امکان به عمل درآوردن نقشه خودکشی بسیار بالاست. |
| محال است کسی که یک تجربه خودکشی ناموفق داشته باشد، دوباره اقدام به خودکشی کند.                                                           | در واقع این باوری کاملاً نادرست می‌باشد؛ چرا که نزدیک به ۸۰٪ اشخاصی که خودکشی می‌کنند، قبلاً یک بار خودکشی ناموفق را تجربه کرده‌اند. |
| هیچگاه نباید با شخصی که به شدت افسرده است در رابطه با خودکشی صحبت کرد؛ چرا که ممکن است این فکر را در مخیله وی ایجاد نماید که خودکشی کند. | بیشتر افراد افسرده قبلاً به خودکشی اندیشیده‌اند. در واقع باید گفت که صحبت کردن در رابطه با خودکشی با فرد افسرده یکی از بهترین راه‌های پیشگیری آن است؛ چرا که به فرد از یک سو آگاهی می‌دهد و از سوی دیگر باعث آرامش وی می‌گردد.                                                                |
| یک خودکشی ناموفق به معنای آن است که فرد خودکش واقعاً مایل به مردن نبوده‌است.                                                               | برخی افراد نمی‌دانند که از چه روشی برای خودکشی استفاده کنند. در هر حال روش خودکشی اهمیتی ندارد؛ مهم این است که فرد اقدام به خودکشی نموده‌است. |